# 니콜라스 로페스
니콜라스 페데리코 로페스 알론소(스페인어: Nicolás Federico López Alonso, 1993년 10월 1일 ~ )는 최근 리가 MX의 클럽 티그레스 UANL에서 공격수로 뛰는 우루과이의 축구 선수다. 이빨이 튀어나와 토끼라는 뜻인 엘 코네요라는 별명을 가지고 있다.